# Early Days & Latter Days
| Оценки критиков | Оценки критиков |
| Источник        | Оценка          |
| --------------- | --------------- |
| Allmusic        | [ 1 ]           |
| Sputnikmusic    | [ 2 ]           |

The Best of Led Zeppelin — двухдисковый сборник лучших песен британской рок-группы Led Zeppelin, содержащий композиции из всех студийных альбомов коллектива. Первая часть сборника, Early Days, была выпущена 23 ноября 1999 года; вторая, Latter Days, — 21 марта 2000 года, издателем выступил лейбл Atlantic Records. Early Days состоит из треков периода 1968—1971 годов, не придерживаясь традиционного формата «greatest hits», поскольку Led Zeppelin избегали выпуска синглов на протяжении всей своей карьеры (ни одна из песен группы не добралась до 1-й строчки чарта Billboard). В свою очередь Latter Days охватывает период с 1973 по 1979 годы. Первые дни дебютировали на 71-м месте в чарте Billboard 200, последние — на 81-м. 19 ноября 2002 года состоялся релиз комбинированного издания обоих дисков получившее название Early Days & Latter Days. Впоследствии оба диска получили «платиновую» сертификацию от Американской ассоциации звукозаписывающих компаний.
В настоящее Early Days и Latter Days больше официально не выпускаются, они были заменены двухдисковым сборником Mothership 2007 года.

## Early Days
Первый компакт-диск содержит телевизионную съёмку 1969 года сделанную в Швеции, где группа исполняет песню «Communication Breakdown» под фонограмму. Первые четыре композиции сборника были выпущены на одноимённом дебютном альбоме группы, следующие две — на Led Zeppelin II, ещё два — на Led Zeppelin III, а последние пять — на Led Zeppelin IV.

### Список композиций
1. «Good Times Bad Times» (Джон Бонем, Джон Пол Джонс, и Джимми Пейдж) — 2:48
2. «Babe I’m Gonna Leave You» (Энн Бредон[англ.], Пейдж и Роберт Плант) — 6:41
3. «Dazed and Confused» (Пейдж; источником вдохновения послужил Джек Холмс[англ.]) — 6:27
4. «Communication Breakdown» (Бонем, Джонс и Пейдж) — 2:29
5. «Whole Lotta Love» (Бонем, Вилли Диксон, Джонс, Пейдж и Плант) — 5:34
6. «What Is and What Should Never Be» (Пейдж и Плант) — 4:44
7. «Immigrant Song» (Пейдж и Плант) — 2:25
8. «Since I’ve Been Loving You» (Джонс, Пейдж и Плант) — 7:24
9. «Black Dog» (Джонс, Пейдж и Плант) — 4:54
10. «Rock and Roll» (Бонем, Джонс, Пейдж и Плант) — 3:41
11. «The Battle of Evermore» (Пейдж и Плант) — 5:52
12. «When the Levee Breaks» (Бонем, Джонс, Мемфис Минни, Пейдж и Плант) — 7:08
13. «Stairway to Heaven» (Пейдж и Плант) — 8:02

## Latter Days
Второй компакт-диск содержит видеозапись концертного исполнения композиции «Кашмира» во время выступления группы в Эрлс-корт в 1975 году (на концертное видео наложена студийная версия трека). Первые две песни компиляции были выпущены на альбоме Houses of the Holy, следующие четыре — на Physical Graffiti, следующие две — на Presence, а последние две — на In Through the Out Door.

### Список композиций
1. «The Song Remains the Same» (Пейдж и Плант) — 5:28
2. «No Quarter» (Джонс, Пейдж и Плант) — 6:59
3. «Houses of the Holy» (Пейдж и Плант) — 4:01
4. «Trampled Under Foot» (Джонс, Пейдж и Плант) — 5:35
5. «Kashmir» (Бонем, Пейдж и Плант) — 8:31
6. «Ten Years Gone» (Пейдж и Плант) — 6:31
7. «Achilles Last Stand» (Пейдж и Плант) — 10:22
8. «Nobody's Fault but Mine» (Пейдж и Плант) — 6:27
9. «All My Love» (Джонс и Плант) — 5:53
10. «In the Evening» (Джонс, Пейдж и Плант) — 6:49

## Участники записи
Led Zeppelin
- Джон Бонем — ударные, перкуссия
- Джон Пол Джонс — бас-гитара, клавишные, акустическая гитара, блокфлейта
- Джимми Пейдж — электро и акустические гитары, мандолина, продюсирование
- Роберт Плант — вокал, губная гармоника

Дополнительные музыканты
- Сэнди Денни — вокал в композиции «The Battle of Evermore»
- Иэн Стюарт — фортепиано в композиции «Rock and Roll»

## Дополнительные сведения
На обложке изображены молодые участники группы в форме американских астронавтов программы Аполлон. Как фон использованы звёздное небо в остатках от взрыва звезды. В центральном логотипе указано название группы и Месяц, в глаз которому врезалась ракета.
На диске присутствуют два видео: клип «Communication Breakdown», который был взят из телевизионной съёмки в Швеции в 1969 году, и «Kashmir», который был взят со съёмок концертов в Earls Court в 1975 году. На концертное видео наложена студийная версия композиции.

## Позиции в чартах
| Год  | Чарт              | Место | Оценка     | Продано копий |
| ---- | ----------------- | ----- | ---------- | ------------- |
| 2002 | США Billboard 200 | 87    | Платиновый | 1 600 000     |
| 2003 | Великобритания    | 11    | Серебряный | 380 000       |
| 2003 | Новая Зеландия    | 17    |            |               |
| 2003 | Финляндия         | 40    |            |               |

## История издания
| Страна         | Дата           | Лейбл            | Формат | № в каталоге |
| -------------- | -------------- | ---------------- | ------ | ------------ |
| США            | 19 ноября 2002 | Atlantic Records | CD     | 83619        |
| Великобритания | 12 марта 2003  | Atlantic Records | CD     | 75678-36195  |